# Лекс-Навігатор-ШВСМ
«Лекс-Навіга́тор-ШВСМ» — команда з хокею на траві, яка представляє місто Черкаси у вищій лізі на Чемпіонаті України. Створено влітку 2007 року. Тренер Олексій Саєнко.
Колектив є бронзовим призером Чемпіонату України з хокею на траві в 2007 та 2008 роках.
Деякі гравці команди є членами національної збірної України — Антон Сердюк та Денис Охмак. Останній очолює рейтинг найрезультативніших бомбардирів 2008 року. Він забив 86 голів. 8 гравців є членами молодіжної збірної України.